# Alvin Avinesh
Alvin Avinesh (6 aprile 1982) è un ex calciatore ed ex giocatore di calcio a 5 figiano, di ruolo centrocampista.

## Carriera

### Club
Nella stagione 2009-2010 ha giocato 2 partite e segnato un gol nella fase a gironi della OFC Champions League, nella partita vinta per 3-0 contro il Marist Football Club; la sua squadra, con cui l'anno precedente aveva vinto un titolo nazionale, viene però eliminata al termine della fase a gironi. Nella stagione successiva ha invece giocato 6 partite segnando un gol, nella partita del 26 febbraio 2011 persa per 5-1 contro i vanuatiani dell'Amicale Football Club, vincitori del girone.

### Nazionale
Tra il 2006 ed il 2013 ha giocato 9 partite nelle varie edizioni delle qualificazioni al Mondiale; nel 2004 e nel 2012 ha inoltre fatto parte della rosa delle Figi che ha partecipato alla Coppa d'Oceania.

## Palmarès

### Club

#### Competizioni nazionali
- Campionato interdistrettuale figiano: 2

Lautoka: 2005, 2008